# アーロン・エスカンデル
アーロン・エスカンデル・バナクロチェ（Aarón Escandell Banacloche、1995年9月27日 - ）は、スペイン・カルカイヘント出身のサッカー選手。レアル・オビエド所属。ポジションはゴールキーパー。

## クラブ経歴
マラガCFの下部組織を経て2017年にグラナダCFのBチームに移籍した。
2018年9月13日、コパ・デル・レイのエルチェCF戦でトップチームデビュー。同年6月9日、グラナダはすでにプリメーラ・ディビシオン昇格を決めている状態だったが、ADアルコルコン戦でリーグデビューを果たした。
2022年7月2日、セグンダ・ディビシオンのFCカルタヘナに移籍し、2年契約を結んだ。
2023年7月24日、ラ・リーガへ昇格したUDラス・パルマスへ2年契約で移籍した。
2024年7月10日、レアル・オビエドに2年契約で移籍した。